# Луцій Теттій Юліан
Луцій Теттій Юліан (лат. Lucius Tettius Iulianus; 45 — після 88) — державний та військовий діяч Римської імперії, консул-суффект 83 року.

## Життєпис
Про родину його мало відомостей. Службу розпочав у війську за імператора Нерона. З 68 до 69 року командував VII Клавдієвим легіоном у провінції Нижня Мезія. У 69 році з успіхом відбив напад роксоланів. Брав участь у поході проти них у пониззя Тірасу (сучасна ріка Дністер).
У 70 році за імператора Веспасіана став претором та сенатором. У 81—82 роках командував III Августовим легіоном у Нумідії. У 83 році став консулом-суффектом разом з Теренцієм Страбоном Еруцієм Гомуллом. У 88 році призначено імператорським легатом-пропретором провінції Нижня Мезія. Того ж року завдав Децебалу, царю даків, поразку у Першій битві при Тапі. Про подальшу долю немає відомостей.